# 癒し屋キリコの約束
『癒し屋キリコの約束』（いやしやキリコのやくそく）は、森沢明夫著の小説。2014年に幻冬舎より出版（2015年に文庫化）。および同作品を原作とした、東海テレビ制作昼の帯ドラマ（2015年8月 - 9月、後述）。

## 概要
昭和時代の歌謡曲のレコードを流す歌謡喫茶「昭和堂」を営む・有村霧子は、スタイル・プロポーションは美しい容姿を保つが、金にがめついといった性格を持っている。しかし今は雇われ店長の柿崎照美が店を切り盛りしている。その裏で、街の住民の悩みを聞き、それを解決に結び付けようとする「癒し屋」という顔を持ち、様々な人たちの悩みを、奇想天外な方法を使いながら解決しようとする。

## テレビドラマ
テレビドラマは、『癒し屋キリコの約束』の題名で、東海テレビ放送製作により、2015年8月3日から9月25日まで全8週・40回の日程で放送された。
ドラマでは毎回昭和歌謡の楽曲を番組のどこかで紹介させる演出もし、その中のワンフレーズから、様々な問題を解決するヒントを浮き彫りにしながら、音楽劇の要素を絡ませたドラマを展開する。
遼河はるひは、本作品がテレビ連続ドラマ初主演である。小笠原千香役の月船さららとは、宝塚歌劇団の同期（82期生）で退団後初共演となる。
また本作は、東海テレビ他で2015年1月から6月に放送されたリアリティ番組（オーディション番組）である『ザ・ラストヒロイン〜ワルキューレの審判〜』とコラボレーションを行い、中山来未が最終合格者「ラストヒロイン」となり、本作の主題歌で歌手デビューするとともに、キャバクラ嬢・キララ役として女優デビューすることも決まった。また吉原茉依香も星田良子からの特別賞として、キララの妹・栞役でレギュラー出演する。
原則として1つのエピソードを前・後編の2話（エピソード14と19は前・中・後編の3話）完結仕立てで描いていく。オープニングタイトルはロングバージョン（主題歌をバックに、舞台となる谷中銀座と主要人物が登場するイメージグラフィック）が使われる場合と、本編冒頭でスタッフ・出演者のロールテロップ（カットイン・アウト方式の入れ替え制）が表示される場合がある。

### キャスト
☆印は癒し屋への依頼主。

#### 主要人物
有村 霧子〈年齢不詳〉
演 - 遼河はるひ
金にがめつい年齢不詳の女。
店内に昔ながらのレコードやCDがたくさんある純喫茶 昭和堂のオーナーだが、照美に店を任せて、自分はいつも店内のロッキングチェアで朝から大好きなビール片手に読書。その一方で癒し屋として、悩みを相談しに来店した客に、言葉巧みに高額の賽銭を要求した上で、毒舌で無理矢理ながらも難解な悩みを毎回解決に導く。コーヒー店の経営者でありながら、コーヒーが淹れられない。英語が堪能。
かつて医学部を卒業後、女子刑務所で医師兼セラピストとして働いていた。そこで再会した高校時代の親友・ナミが自らが刺した同棲相手で薬の売人との子を身ごもった時に出産させたが、規定で一年後に赤ちゃんと別れなければならないことに絶望したナミを自殺に追い込むこととなってしまった。以後、女子刑務所を辞めて、小さな島の診療所の医師を経て、5年前に昭和堂にやって来た。そこで先代のオーナーに気に入られて居候し、引退する時に昭和堂を引き継いだ。涼（幸也）の成長を見届けるというナミとの約束を果たすべく、涼が預けられた施設にあしながおじさんとして、生活費などを援助し続けただけでなく、癒し屋で集めた賽銭を涼の為に貯金していた。谷下田の昭和堂立てこもり騒動終結後、昭和堂の店舗を照美に、賽銭を貯金した通帳を涼に残し、旅立った。
通常、箱庭療法では砂山の周りに動物などの生物が置かれるケースが多いが、涼が昭和堂で作った箱庭には中央に置かれた家の周りには電柱や道路標識しかなく、かつて涼が預けられた児童養護施設でキリコが見た、涼が失踪直前に作った箱庭と酷似していたことから、涼が偽名を名乗っていることを見抜き、その正体に気づく。
柿崎 照美☆〈28〉
演 - 前田亜季（ナレーター兼務）
通称・カッキー。昭和堂の雇われ店長で、美味しいコーヒーを淹れるのが得意。
元商社のOLで正義と結婚後、過干渉やDVを受けた末に、お腹の子を流産させられる。1年2か月前に着のみ着のままで家を出て、駆け込んだ警察で教えられた「女性のための駆け込み寺」を訪れ、伝助からシェルター代わりの場所として昭和堂を紹介される。その後、別の女性との再婚を決めた正義と向き合い、正式に離婚。
大人しそうだが芯が強く、違うと思うことははっきり言う。
キリコに呆れながらも応援し、東京太郎からの殺人予告が送りつけられた時は必死に助け、キリコの話から東京太郎の正体が涼であることを知り、心を痛める（他の癒し屋メンバーには伏せている）。
涼の件や昭和堂買収の危機など、キリコの周りでおこる奇想天外な出来事で熱を出して寝込んでしまう。
スーパーの福引で一等賞を引き当てたため、接客マニュアルを作って、キリコや癒し屋メンバーに店を託し、1週間ハワイ旅行に出かけた。帰国後、旅立ったキリコから昭和堂を託される。
上山 涼☆〈24〉
演 - 戸塚祥太（A.B.C-Z）
本名・杉島幸也。バイク便・FAST急便のライダー。バイク便の仕事をしていたのは、母親と離別し、施設で育った過去を詮索されなくて済むため。
母親はキリコの高校時代の同級生・ナミで、覚醒剤と殺人で収監された時に、囚人と刑務所医師として再会。生まれてから1年後、ナミと引き裂かれて児童養護施設に預けられ、学校や施設内でいじめられ続けていた。高校進学の時、自分の産まれた病院は囚人の出産を受け入れている病院であり、女子刑務所での母親の担当医師がキリコであったことを調べ、母親を自殺に追い込んだのはキリコだと断定。癒し屋のメンバーとしてキリコに近づき、東京太郎を名乗り脅迫状を送りつけ、その配達を自分で買って出ていた。
母親の命日である9月10日の午前3時8分にキリコを殺そうとしたが、刑務所内のコンサートでナミが生前最後に演奏した「別れの曲」を聴き、キリコから会いに来てくれてありがとうと告げられ、思いとどまる。それ以降、昭和堂に姿を見せなくなったが、手紙の配達を依頼された蔦江に受取人の坪内が既に亡くなり、坪内の娘から手紙の返事を断られたことを伝えられなかったことをキリコに相談したのを機に、再び癒し屋の一員として関わるようになる。
小出 清助〈39〉
演 - 長谷川朝晴
老舗和菓子店・銘菓幻味堂の四代目。
おっちょこちょいで頼りないが人がいい。キリコとキリコを敵対視する母親の板挟みになっている。猫まんじゅうが自慢で、ことあるごとに宣伝している。
幼なじみで洋菓子店の千香とは、商店街に菓子店は二軒も要らないと事あるごとに憎まれ口を叩いていたが、谷下田の昭和堂立てこもり騒動を機に、千香との結婚を決意。
都幾川 敦也〈42〉
演 - 小林正寛
通称・入道さん。
キララからは、あっちゃんと呼ばれている。卓球場オーナー。元キックボクサー。
妻と離婚したが、妻の死後、息子・純也を引き取る。ずれている面もあるがお人好し。
小笠原 千香☆〈35〉
演 - 月船さらら
洋菓子店パティスリー・ラヴィーヌの跡取り娘で、バタークッキーを焼くのが得意。
谷下田の昭和堂立てこもり騒動を機に、幼なじみの清助と結婚。
キララ☆〈21〉
演 - 中山来未（10歳：二階堂梨花）
本名・本城 小百合。club LUSH GOLDで働くキャバクラ嬢。
癒し屋への依頼を機に、昭和堂の常連客となる。涼が好きでアプローチするも、なかなか相手にされない。
幼い頃父親が蒸発し、母親・圭子は男と仕事を選び自分を捨てて出ていった。以後、妹・栞とともに親戚中をたらい回しにされて、学校ではいじめられてきた。妹を誘拐した犯人が母親と知っていたがずっと黙っていた。妹を養うためにキャバクラで働き、タクシー代節約のために、帰りは毎日上野から谷中まで歩いて帰っている。照美が熱を出して寝込んだり、ハワイ旅行で不在の時は、代わりにコーヒーを淹れている。
本城 栞☆〈19〉
演 - 吉原茉依香（8歳：小熊苺子）
キララの妹。短大生。
3歳の時に横浜の親戚宅から蒸発した母親・圭子に誘拐されたことがあるが、本人曰く知らないおばちゃんと思っていた為、記憶がない。教員を志し、教職課程の履修も考えたが授業料が高くなるため断念した。
派手で言い方もキツい姉とは対照的に、服装も髪も地味で落ちついた性格。
照美のハワイ旅行中は、キリコに臨時店長を命じられる。
小出 富子
演 - 大島蓉子
清助の母親。
息子を溺愛するあまり、なかなか子離れができず、事あるごとにキリコを敵対視している。
小出 太郎
演 - 谷本純平
清助の父親で、幻味堂三代目主人。
職人気質の真面目すぎる性格からか、体調を崩してしまう。

#### ゲスト
単話ならびに複数エピソード登場の場合は演者名の横の括弧（）内に表記。
Episode1（1・2）
- 五島 良江（百合子の義母） - 泉ピン子
- 五島 百合子（主婦）☆ - 西牟田恵
- 五島 奈緒美（百合子の娘、高校生） - 秋月三佳

Episode2（3・4）
- 巨漢の男（キララのストーカー） - ワダタワー（3）

Episode3（5・6）
- 矢島 昌子（専業主婦） - ふせえり
- 矢島 良太郎（昌子の息子、高校生）☆ - 武井証
- 雅 伝助（「女性のための駆け込み寺」代表） - 石倉三郎（12・13）※19以後は冒頭のナビゲーター（粗筋説明）としてレギュラー出演

Episode4（7・8）
- 青井 耕平（無職）☆ - KAZZ
- 青井 美保（耕平の妻、主婦） - 松永玲子
- 青井 春樹（耕平の息子、フリーター） - 橋本良亮（A.B.C-Z）
- 青井 夏美（耕平の娘、短大生） - 今村美歩

Episode5（9・10）
- 平井 透子（雑誌編集者）☆ - 霧島れいか
- 片山 登（小説家・透子の同棲相手） - 伊藤俊輔

Episode6（11・12）
- 大道寺 典正 / 田中 一郎（結婚詐欺師） - 斉藤佑介

Episode7（13・14）
- 柿沢 正義（照美の夫） - 浜田信也

Episode8（15・16）
- 永楽亭 来栖（落語家）☆ - 小野ゆたか（13・14・18）
- 西川 由紀子（介護福祉士、来栖の元恋人） - 伊勢佳世

Episode9（17・18）
- 竜二（悪役俳優） - 立川三貴
- 奈緒美（竜二の娘） - 安藤聖
- 平瀬 幸太（谷中派出所巡査） - 小宮孝泰（38・39・40）

Episode10（19・20）
- 笹田 真里子（敦也の元妻） - 川田希
- 笹田 純也（敦也・真里子の息子）☆ - 伊藤歩夢（31）

Episode11（21・22）
- 桜木 妙子（主婦、奈々の母親）☆ - 森谷ふみ
- 桜木 奈々（妙子の娘、小学6年生） - 渡邊れいら
- 住吉 百合（トラック運転手、栄太の母親） - 西慶子
- 住吉 栄太（百合の息子、小学6年生） - 山田瑛瑠

Episode12（23・24）
- 黒木 国義（和食器工房「黒木屋」七代目店主） - 大森博史
- 黒木 義徳（国義の息子） - 片山享
- 黒木 彩子（国義の娘） - 宮下ともみ
- チャーリー・ホワイトウッド（国義の弟子、彩子の恋人）☆ - DARIO

Episode13（25・26）
- 町田 太一（サラリーマン） - 高橋健一（キングオブコメディ）
- マキノ（人気ブロガー） - 豊本明長（東京03）
- 藤原（タクシー運転手、アニメ『魔法の国のミドリちゃん』ミドリちゃん役声優・灘かおる） - 夏目慎也（26）
- 町田 はるみ（太一の母親） - 中村まり子（26）

Episode14（27・28・29）
- 杉島 ナミ（女子刑務所受刑囚、キリコの女子高時代の親友で、獄死した涼の母） - 中村綾（40）

Episode15（30・31）
- 高田 蔦江（高級老人ホーム「おだやかハウス 千駄木苑」入居者） - 山本陽子
- 坪内 主税（帝大教授、回想） - 竹田貴士（30）
- 坪内の娘 - 山口礼子（30）

Episode16（32・33）
- 保坂 みのる（IT企業「ザ・ホーミー」CEO）☆ - 内田滋
- 水野 大樹（「ザ・ホーミー」創業メンバー、保坂の大学時代の友人） - 内倉憲二（33）

Episode17（34・35）
- 吉川 陽道（住職） - 日野出清
- 坂東 音次郎（旅芸人、寺子屋の生徒） - 山﨑光
- 田代 雄途（寺子屋の生徒） - 木村聖哉
- 大里 萌（寺子屋の生徒） - 阪口喜叶
- 長江 健（寺子屋の生徒） - 多田祥梧
- 大沢 愛美（寺子屋の生徒） - 尾澤ルナ
- 圭子バローネ（ファッションデザイナー、キララ・栞の母親） - 増子倭文江

Episode18（36・37）
- タマ子 / ルーシー玉木（亀戸女子プロレス所属プロレスラー） - 高畑こと美
- デストロイ小島（亀戸女子プロレス所属プロレスラー） - 山崎静代（南海キャンディーズ）
- 柳川 洋平（亀戸女子プロレス代表） - 瀬下尚人
- 望月 ひかり（亀戸女子プロレスファンの少女） - 大宮千莉（37）
- 望月 佑二（ひかりの父親） - 山田将之（37）

Episode19（38・39・40）
- 谷下田 修造（元大手企業営業第六課長） - 塚地武雅（ドランクドラゴン）
- 後藤 妙子 / カリン（元コンサルタント、club LUSH GOLDキャバクラ嬢） - 佐藤みゆき（36・39・40）

### 挿入歌の使用楽曲
※カッコ内は原曲の歌手。一部出演者が歌ったものもあり、それについては注釈をつける。
- 1・2 - 夢の中へ（井上陽水）
- 3・4 - Some Day（佐野元春）
- 5・6 - 想い出がいっぱい（H2O）
- 6・8 - 初恋（村下孝蔵） - 8は耕平が歌唱
- 10 - 最后の電話（ちあきなおみ）
- 11 - 男と女のお話（日吉ミミ） - キリコが歌唱
- 11・12・13 - 哀愁のページ（南沙織） - 11と13はキリコが歌唱
- 13・14 - 元気を出して（竹内まりや）
- 15 - 別れても好きな人（ロス・インディオス&シルヴィア）
- 18 - 川の流れのように（美空ひばり）
- 19・20 - 五番街のマリーへ（ペドロ&カプリシャス）
- 21・22 - 花嫁（はしだのりひことクライマックス）
- 24 - 艶歌（水前寺清子） - キリコが歌唱
- 25・26 - ラブ・イズ・オーヴァー（欧陽菲菲）
- 27・28 - 怨み節（梶芽衣子）
- 28・29 - 別れの曲（平原綾香）
- 30 - すみれの花咲く頃（宝塚歌劇団愛唱歌） - キリコが歌唱
- 32・33 - 青春時代（森田公一とトップギャラン） - 32の冒頭はキリコが歌唱
- 34 - 赤い靴（童謡） - 敦也が歌唱
- 34 - 3年目の浮気（ヒロシ&キーボー） - 健が歌唱
- 34 - 十九の春（沖縄音楽） - 萌が歌唱
- 34 - 悲しみは駆け足でやってくる（アン真理子） - キリコが歌唱
- 34・35 - 時の流れに身をまかせ（テレサ・テン）
- 36・37 - かけめぐる青春（ビューティ・ペア）
- 40 - 異邦人（久保田早紀）

### スタッフ
- 企画 - 横田誠（東海テレビ）
- 原作 - 森沢明夫
- 脚本 - 佐伯俊道、和田清人、大島まり菜
- 演出 - 星田良子、星護、小山田雅和
- 音楽 - 森英治
- 主題歌 - ラストヒロイン（中山来未[6]）「Thank You For The Music」
- 協力 - ベイシス、バスク、フジアール、ケイエッチケイアート、TMC A1スタジオ
- 技術プロデューサー - 名取佐斗史
- 撮影 - 坂本裕樹
- 映像 - 山根晋
- 照明 - 福田実江子
- 音声 - 竹中泰
- 編集 - 深沢佳文
- 音響効果 - 奥山力
- 美術プロデューサー - 森健彦
- 美術デザイナー - 荒川淳彦
- 衣装 - 伊藤栄子
- CG - 高岡直樹
- 編成 - 安藤英裕（東海テレビ）
- 広報 - 安田俊之、芳賀大記（東海テレビ）
- プロデューサー - 市野直親（東海テレビ）、高橋萬彦
- 制作著作 - 共同テレビ
- 制作 - 東海テレビ放送

| 東海テレビ制作・フジテレビ系列 昼ドラ                                  | 東海テレビ制作・フジテレビ系列 昼ドラ         | 東海テレビ制作・フジテレビ系列 昼ドラ         |
| 前番組                                                                 | 番組名                                        | 次番組                                        |
| ---------------------------------------------------------------------- | --------------------------------------------- | --------------------------------------------- |
| 明日もきっと、おいしいご飯 〜銀のスプーン〜 （2015年6月1日 - 7月31日） | 癒し屋キリコの約束 （2015年8月3日 - 9月25日） | 別れたら好きな人 （2015年9月28日 - 11月27日） |